# 夢を見れば傷つくこともある
『夢を見れば傷つくこともある』（ゆめをみればきずつくこともある）は、KinKi Kidsの35枚目のシングル。2015年11月18日発売。発売元はジャニーズ・エンタテイメント。

## 解説
約1年ぶりにリリースされたシングル。本作に収録された全7曲は、全てが応援ソングとして制作されたコンセプトシングルとなっている。これについて光一は、今までの曲にあまり応援ソングが無く、前向きで明るい曲があってもいいのではと考えたため、剛は、“夢を見れば傷つくこともある”という、決して明るい励ましではない励まし方が、ある意味KinKi Kidsらしいのではと考えたためとインタビューで答えている。なお、”夢”について光一自身はあまり掲げず、剛も、夢を見ているだけの状態には興味がなく、「見るんやったら叶えたい」と答えている。

### 特典・仕様
店頭先着購入特典
- 初回盤A・初回盤B・通常盤 - クリアファイル（デザインは異なる）

仕様
全仕様3面6Pジャケット（デザインは異なる）
- 初回盤A - ｢夢を見れば傷つくこともある｣ のミュージッククリップ タイプAとメイキング映像を収録したDVDが付属
- 初回盤B -  ｢夢を見れば傷つくこともある｣ のミュージッククリップ タイプBを収録したDVDが付属
- 通常盤 - 写真入りロングキャップ仕様（初回プレス分のみ）

## チャート成績
2015年11月30日付のオリコン週間ランキングで、初週15.5万枚を売り上げて初登場1位を獲得した。シングル1位獲得数はデビュー曲「硝子の少年」から35作連続で自身の持つオリコン歴代1位記録で、ギネス世界記録にも認定されている「デビューからのシングル連続首位獲得作品数記録」を更新した。

## 収録曲

### 初回限定盤A
CD
1. 夢を見れば傷つくこともある
（作詞：秋元康 / 作曲：伊秩弘将 / 編曲：家原正樹）
出版社：ブライト・ノート・ミュージック AP事業部
2. ちがう道、おなじ空。
（作詞・作曲・編曲：市川喜康・マシコタツロウ・ha-j）
出版社：ブライト・ノート・ミュージック
3. 夢を見れば傷つくこともある - Backing Track -

DVD
1. ｢夢を見れば傷つくこともある｣ - Music Clip type A ＆ Making -

### 初回限定盤B
CD
1. 夢を見れば傷つくこともある
2. 鼓動、千々に
（作詞・作曲：井手コウジ / 編曲・鈴木雅也）
出版社：ブライト・ノート・ミュージック
3. もう一度信じて
（作詞：タイラヨオ / 作曲：大塚郁 / 編曲：浅野尚志）
出版社：ブライト・ノート・ミュージック

DVD
1. ｢夢を見れば傷つくこともある｣ - Music Clip type B -

### 通常盤
CD
1. 夢を見れば傷つくこともある
2. こたえ
（作詞：松井五郎 / 作曲：馬飼野康二 / 編曲：武部聡志）
出版社：ブライト・ノート・ミュージック
3. ココロがあったんだ
（作詞：松井五郎 / 作曲：織田哲郎 / 編曲：CHOKKAKU）
出版社：ブライト・ノート・ミュージック
4. Alright!
（作詞・作曲・編曲：堂島孝平）
出版社：ブライト・ノート・ミュージック

## 収録アルバム
夢を見れば傷つくこともある
- N album
- The BEST

## 収録映像作品
夢を見れば傷つくこともある
- 2015-2016 Concert KinKi Kids

ココロがあったんだ
- 2015-2016 Concert KinKi Kids

Alright!
- 2015-2016 Concert KinKi Kids

ちがう道、おなじ空
- 2015-2016 Concert KinKi Kids

鼓動、千々に
- 2015-2016 Concert KinKi Kids